# Fiat Marengo

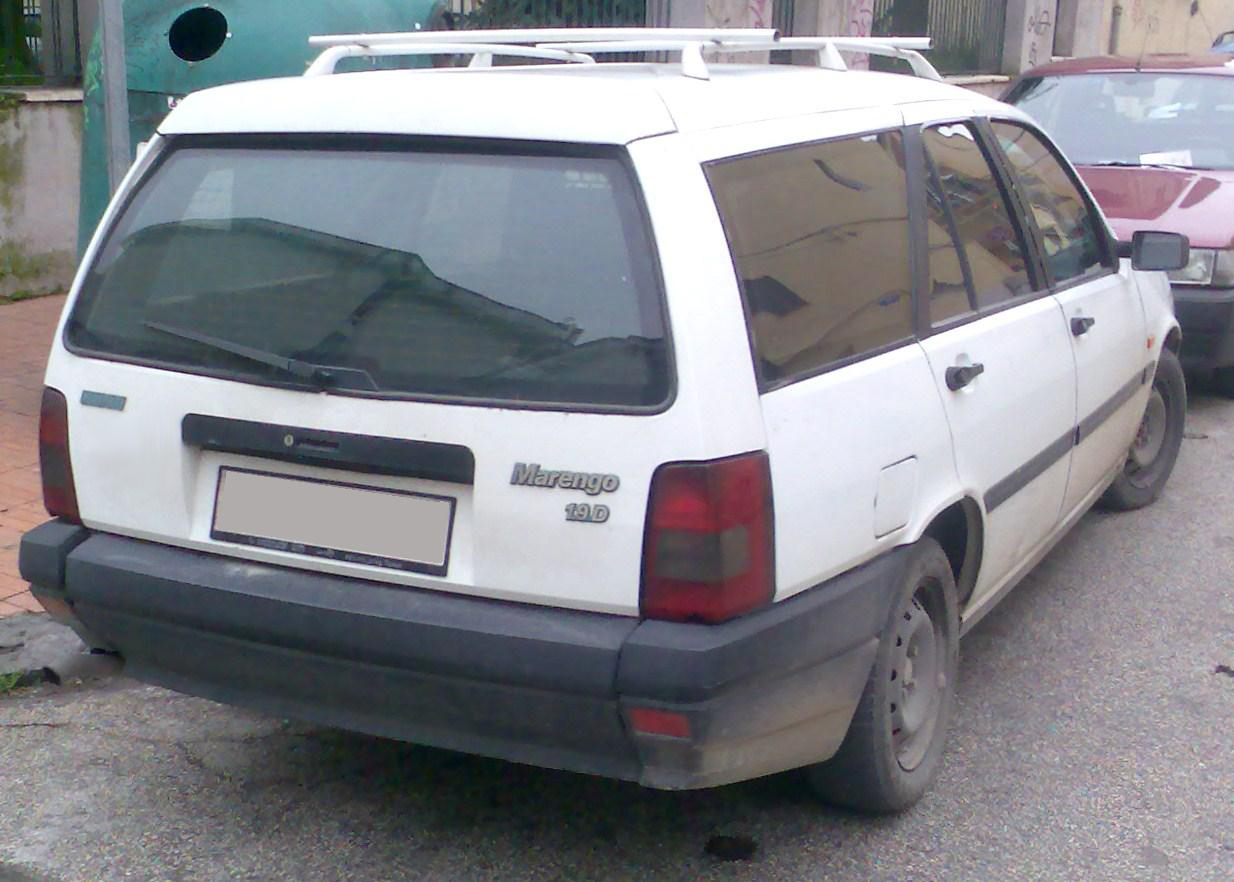
Fiat Marengo

Fiat Marengo är en transportversion baserad på kombimodellerna av Fiat Regatta, Tempra, och Marea. Den har huvudsakligen sålts på den Italienska hemmamarknaden, oftast med dieselmotorer och alltid utan baksäte.